# Seversky XP-41
Le Seversky XP-41 était un chasseur développé en 1939 par la Republic Aviation Company pour le compte des États-Unis.
Un seul prototype fut construit, il s'agissait d'un Seversky P-35 modifié avec une nouvelle canopée plus aérodynamique, un moteur Wright R-1830-19 possédant un turbocompresseur à 2 vitesses et un train d'atterrissage redessiné. Le XP-41 vola pour la première fois en mars 1939.
Cet avion fut développé en parallèle au Republic P-43 Lancer, l'United States Army Air Corps lui préféra ce dernier et annula le projet.

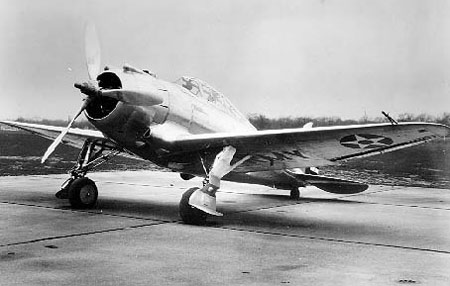
XP-41 de 3/4 face